# ひもとうがらし

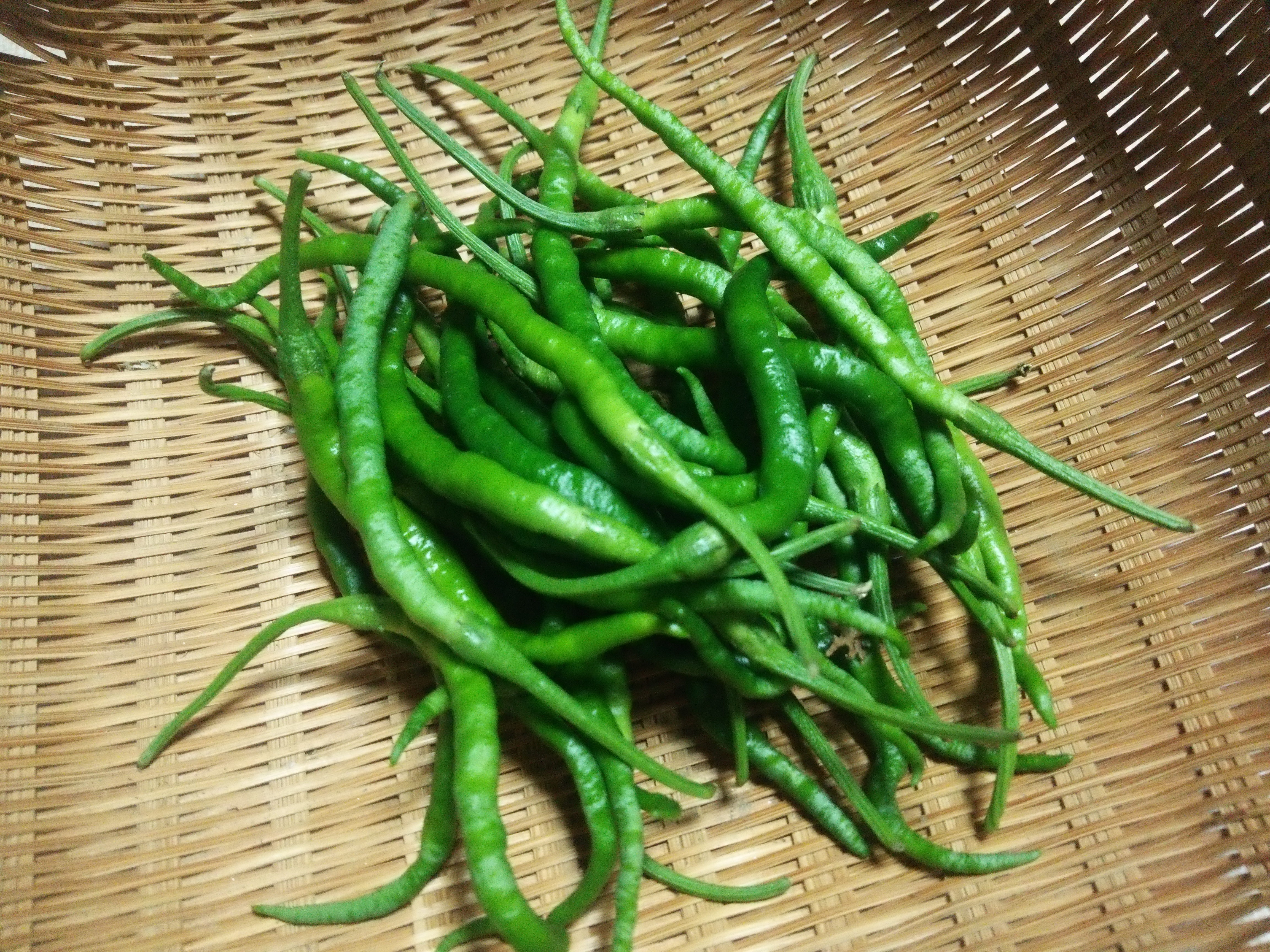
大和伝統野菜「ひもとうがらし」

ひもとうがらしは、ナス科の果菜で、奈良県在来のトウガラシの品種である。県内で古くから栽培され、親しまれてきた大和の伝統野菜として、大和野菜に認定されている。

## 歴史
伏見群に属するトウガラシとシシトウとの雑種から選抜されたと推察されている。古くから県内で栽培され、複数の系統が確認されている。
自家消費用の作付が中心であるが、夏になると奈良県内の店頭で見かける機会は多い。
2005年（平成17年）10月5日、奈良県から「大和野菜」に認定された。

## 特徴

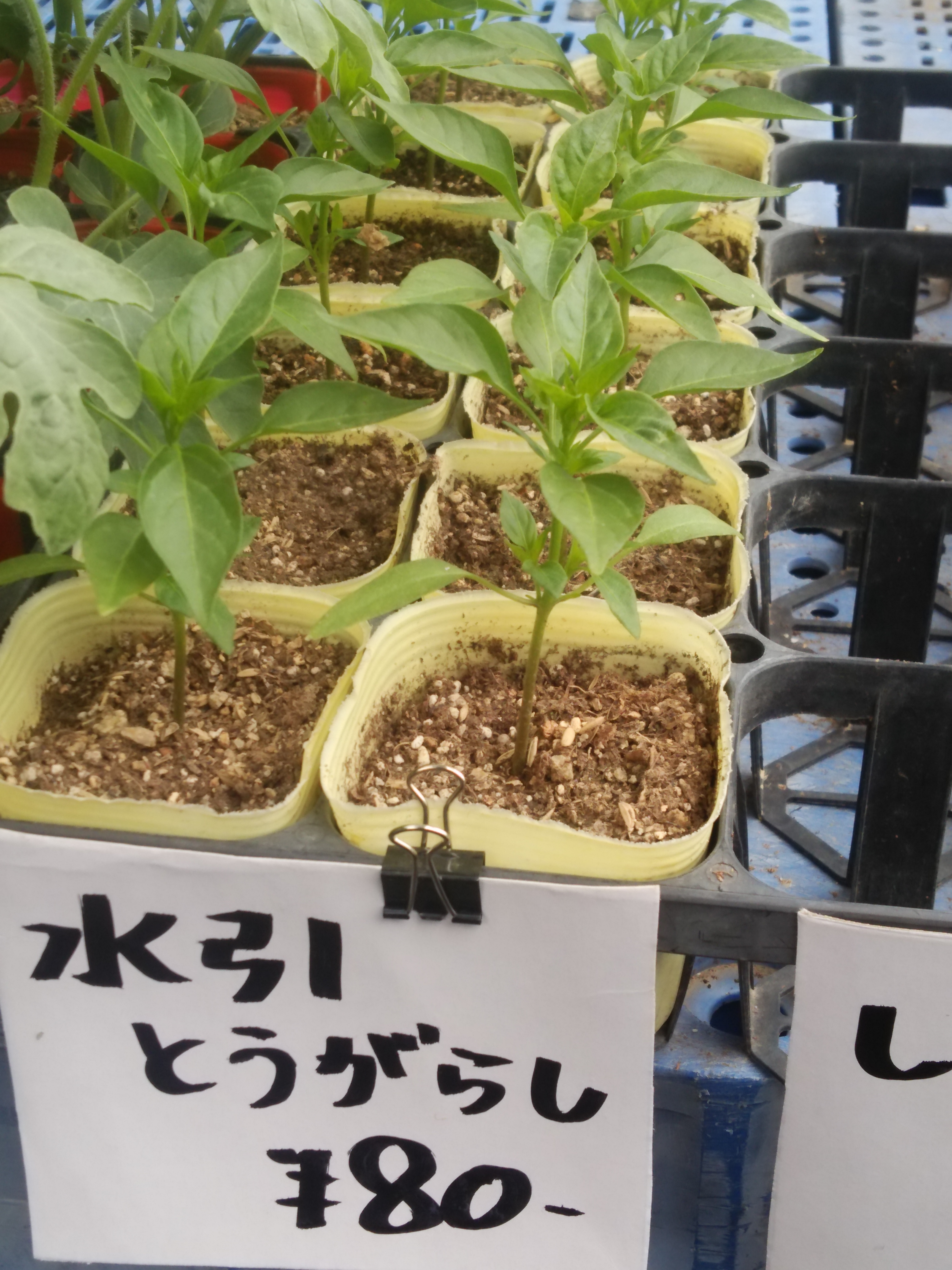
「水引とうがらし」の名で売られる「ひもとうがらし」の苗

- 果長10センチメートル前後、太さが鉛筆より細く5ミリメートル程度の細身で長い形状、濃緑色で皮の柔らかい甘トウガラシ。
- 5月頃に苗を植え、収穫は10月まで続く。
- 気温が高くなれば十分に生育し、肥料や水をしっかりと与えていれば生長は早い。
- 非常に多収で、夏から秋にかけて枝いっぱい鈴なりに細長い果実を実らせる。
- 大きくし過ぎると固くなり辛味が出ることがあるので若いうちに収穫する。
- 丸ごと使えて種の除去も不要、火の通りが良く、料理に使いやすい。
- 辛味はほとんどなく、甘みと独特のさわやかな香りがある。肉厚で果皮が柔らかく、一度食べるとそのおいしさに驚く人も少なくない。
- ビタミンCやカロチン、マグネシウムを多く含み、食物繊維も豊富である。

## 産地
奈良盆地、吉野川流域。

## 利用法
油炒め、天ぷら、煮浸し、つけ焼き、つくだ煮など汎用性が高い。「ひもとうがらしとちりめんじゃこの炒めもの」は、夏の惣菜として親しまれている大和の郷土料理である。また、農家では葉の部分もつくだ煮にして食べることがある。

## その他
- 「みずひきとうがらし」とも呼ばれる。